# Római mitológia
A római mitológia gyűjtőfogalom az ókori rómaiaknak az istenekről és hősökről alkotott elképzeléseire. Az eredeti római vallás leginkább a természeti erők és események megszemélyesítéséből állt. Az i. e. 5. századtól kezdve a rómaiak – az etruszkok közvetítésével – elkezdték átvenni a görög mitológia alakjait. Így a római istenek közül többségének van görög megfelelője.
A rómaiak hitvilága ugyanakkor lényegesen eltért a görögökétől. Annyiban is különbözött attól, hogy az egyes istenek körül sokkal szervezettebb kultusz és papi rend alakult ki. A római isteneknek is volt funkciójuk, de nem estek meg velük kalandos históriák, és pajzán viszonyba sem keveredtek egymással vagy (az egy Rhea Silvia esetét kivéve) földi halandókkal. Senkit se tévesszen meg, hogy az újkori írásművekben Iuppiter rabolja el Európét meg Ganümédészt, hogy a reneszánsz és barokk festmények százain látjuk Venust Marsszal enyelegni. Ezek Zeusz, Aphrodité és Arész történetei, csak a latinos kultúrájú közép- és újkor emlegette őket más néven.

## Időszakai
A római vallás a történeti vallások közé tartozik, elemei saját belső fejlődés és külső hatások összegződése révén koherens, a nép számára teljes mértékben elfogadott politeista vallást eredményeztek, amely teljes fennállása alatt kevés kivétellel toleráns és befogadó jellegű volt. E kivételek sem a vallásból fakadtak, hanem bizonyos kultuszokat a közerkölcs vagy a római állam szempontjából minősítettek elfogadhatatlannak. Ilyen volt Bacchus kultusza, amelyet a bacchanaliák miatt tiltottak be, vagy a kereszténység, amelynek viszont politikai és közrendi veszélyt tulajdonítottak.

### Korai időszak
A legkorábbi időszak vallástörténeti szempontból is a mai Róma helyén egykor a hét dombon álló kunyhótelepülésektől az etruszk korig tart. Az i. e. 9. és i. e. 7. század közé tehető annak a funkcionalista vallásnak a kialakulása, amely Rómát az etruszk korig jellemezte. Ebben az időben a házi istenek és személyes védnökök mellett a numenekre épülő kultuszt gyakoroltak. A numenek isteni hatalommal rendelkező, de nem megszemélyesített természetfeletti erők.
A személyes védnökök legfontosabbika a férfiak geniusa és a nők iunója. A genius nyilvánvaló etimológiai kapcsolatban áll a genus (nemzetség) szóval, így vagy a férfiági leszármazási vonal védnöke vált személyes jellegűvé, vagy fordítva, a személyes védnök hatalmát terjesztették ki minden férfiági leszármazottra. Iuno az erkölcsi tisztaságot és a női termékenységet felügyelte.
Ezek mellett az ősök tisztelete, az őskultusz (manes = elhunytak lelkei) volt nagy jelentőségű. A februári parentalia ünnepén étel- és italáldozatokkal szolgáltak az elhunytaknak, a májusi limuria ünnepen a hazajáró lelkek elrabolhatták az óvatlanokat.
Ekkor alakultak ki a természeti jelenségek, tulajdonságok perszonifikációi is. Ezek:
- bellona – harc
- concordia – egyetértés
- fides – hűség
- libertas – szabadság
- mens – lelkület
- ops – jólét
- pietas – jámborság
- salvus – egészség
- terminus – határ
- victoria – győzelem

### Etruszk kor
Az államosodás folyamata és a környező településekkel, népekkel való érintkezés elhozta azt a vallásfejlődési szakaszt, amikor a korábbi numenek (védő szellemek, események menetét irányító védnökök) egy részét felváltották a máshonnan származó antropomorf istenek (deusok), és a megmaradók is átalakultak ugyanilyen formában. A római panteon jelentős része a korai hódítások által került Rómába, elsősorban az egyes népek, törzsek és városok patrónus-isteneit olvasztották be. Ez egyszerre volt a kulturális romanizálás része és a fennhatósági viszony mitologikus megerősítése. Az első istentriász a Iuppiter–Mars–Quirinus hármas volt. Iuppiter az Istenatya, Mars a növényi numenből általános termékenységistenné vált, Quirinus pedig valamilyen módon közösségi istenné alakult.
Ekkortól ismertek a közösségi kultuszok, vagyis a valódi vallás első elemei. Megjelent a papság, először Iuppiter papja, a flamen dialis ismert. A papságot gyarapította az égből hullott pajzs két őrző papja, amit később – 11 darab másolat elkészítése után – 12 tagú papi testületté duzzasztottak (sallus – papok). A papok bár politikailag súlytalanok voltak, kizárólag az arisztokrácia köréből kerülhettek ki.
Az etruszkok építették Rómában az első ismert templomokat, többek közt a capitoliumi Iuppiter-templomot is.

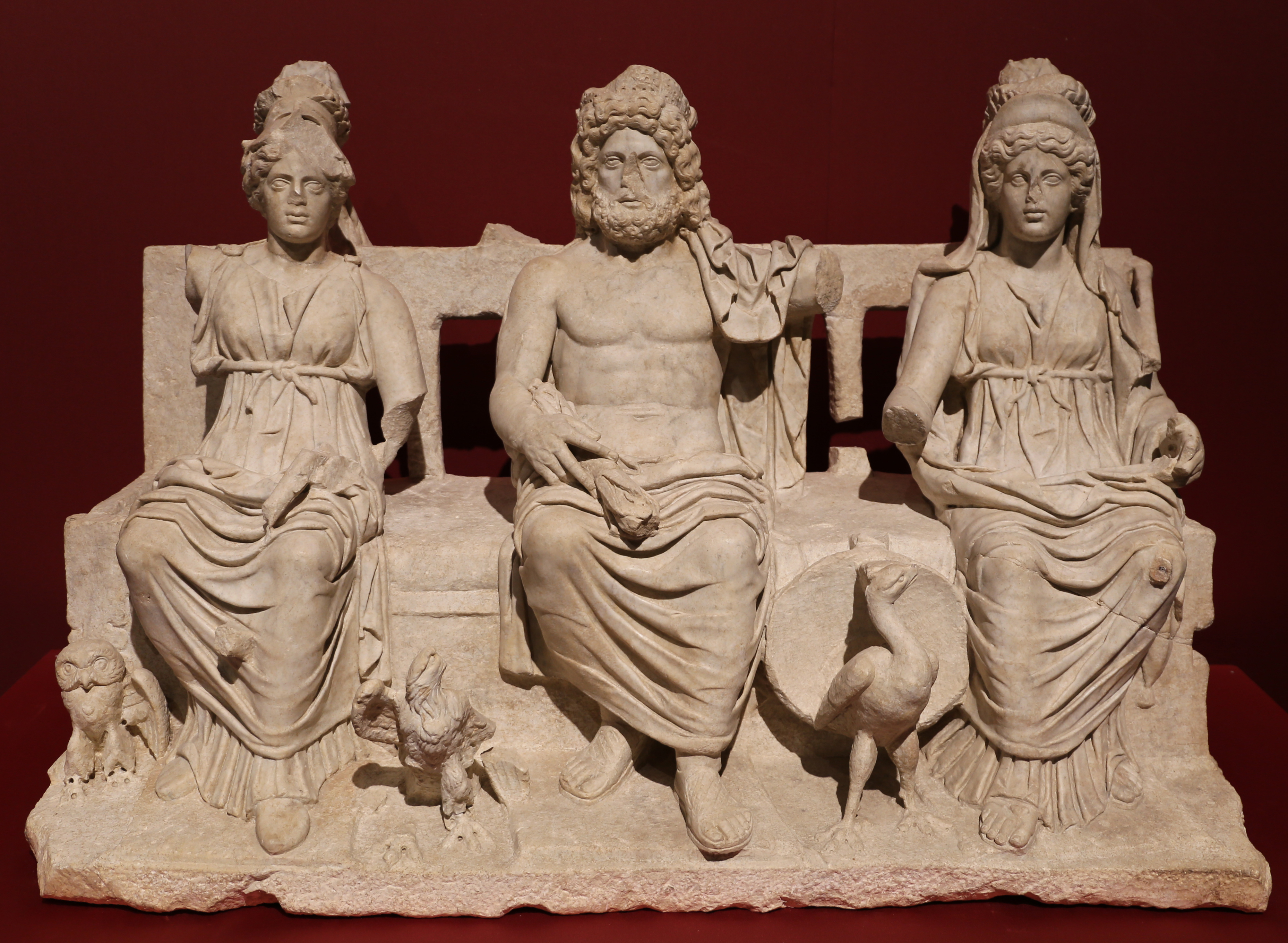
A római panteon második fő istentriásza: Iuppiter a főhelyen, Iuno Regina és Minerva

Még az etruszk-kor vége előtt átalakult a panteon fő istentriásza is: Iuppiter maradt a főhelyen, de Marsot és Quirinust felváltotta a Veii városából származó Uni (Rómában Iuno Regina) és a szintén etruszk eredetű, Mnrva (Rómában Minerva). Iuno nemcsak a nők, a házasság és a termékenység védnöke ettől kezdve, hanem Róma városvédője. Minerva a kézművesek és mesterségek istene lett, ezzel sok numen érintettségi körét lefedte. Más fontos etruszk istenek a római panteon részévé váltak, mint például Voltumna, aki Vertumnus (vagy Vortumnus, Vertimnus) néven Iuppiter fia lett, vagy Fufluns Bacchusként.
Etruszk hatásra a kultuszokat körítő elemek is bővültek, mindenekelőtt a jóslás tudományával, amit disciplina etrusca néven vettek át. A görög profetikus jósaitól eltérően a rómaiak tudománynak tartották a jóslást, következésképp bárki számára megtanulhatónak és alkalmazhatónak. Ezért az etruszk jóskönyvek mintájára tankönyveket gyártottak hozzá, így az jól ismert.
A két legfontosabb jóslási módszer a haruspicina és auspicium (béljóslás és madárjóslás). Az elsőt a haruspex, a másodikat az augur művelte.

### Görögösödés, keleti elemek
A keleti elemek beépülése elsősorban a Sibylla jóslatok következménye volt.[pontosabban?] Az etruszkok politikai hanyatlásával a dél-itáliai görög gyarmatvárosok kerültek előtérbe Rómában. Elsőként az Avetinus-domb szentélyei épültek fel Ceres, Liber és Libera (másképp Ceres, Bacchus és Proserpina) tiszteletére.
Tarentum (ma Taranto) elfoglalása után Hadész és Perszephoné kultuszai (Dispater, később Pluto és Proserpina) honosodtak meg. Apollón, Aszklépiosz, Héraklész, Magna Mater szintén e korban került a panteonba, bár Apollónt például már az etruszk korban is ismerték Apulu néven. Az i. e. 340–338 közötti latin háború lezárásával a latin szövetség védnöke, Diana (dia = fény) a Holdfény is megérkezett. Diana átvette Iunotól a nők és a születés felügyeletét, és csak később, a görög mitológiai Artemisz istennővel való azonosítása után lett a vadászat és az erdők istennője.
Fortuna (= hozam), a szerencse és gyarapodás megszemélyesítője, és Venus is ekkortól ismert. Venus nevének jelentése vágy, báj, ezért bár eredetileg a kertek gondozásának istennője volt, azonosították Aphroditével és a szerelem istennője lett. Venus egyik alakja, aVenus Venticordia is a Sibylla-tekercsek egyik jóslata által került Rómába, i. e. 114-ben.
A Karthágó elleni háború és a szír háborúk idején kerültek először nem-görög keleti istenek a római panteonba. Ezek beavatási vallások, azaz misztériumvallások, mint az elsőként ismert Bacchus, és a későbbi Isis-Osiris, Mithras és Attis-Cybele.

## A 12 római főisten

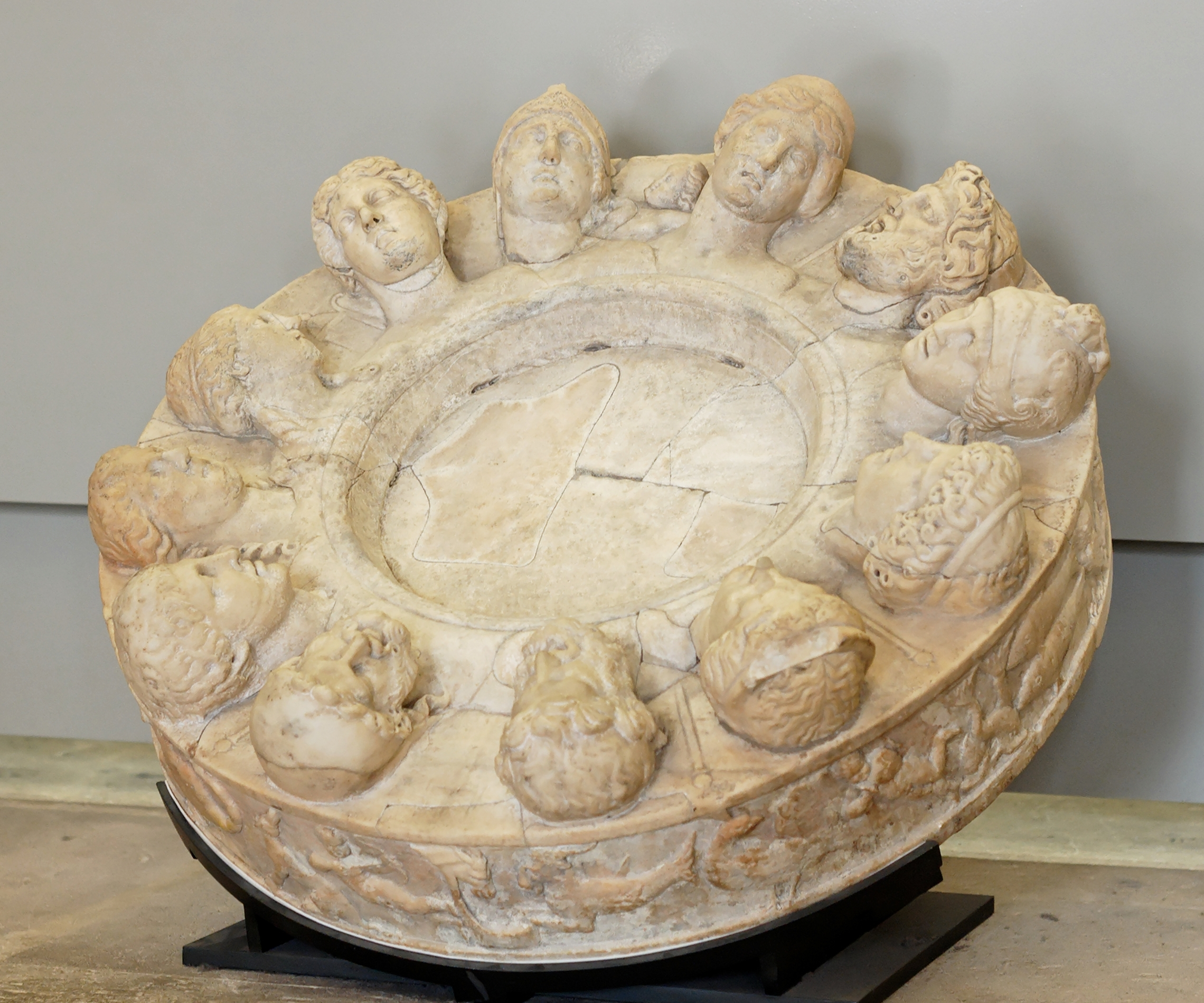
A párizsi Louvre-ban őrzött dombormű a tizenkét római főistent ábrázolja

A görög mitológia nem azonos a rómaival, így az istenek sem teljesen azonosak. Az azonosítások a hasonló szerepkörök alapján a hellenizálódó köztársaságkorban történtek. Ekkor épültek be folyamatosan újabb görög istenek a toleráns római panteonba. Így például Zeusz csak messziről azonos az ősi római Iuppeterrel, míg a közvetlenül a görögből átvett Apollo azonos Apollónnal.
- Iuno Regina –Iuppiter felesége, a szülés és a házasság istennője

- Vesta – a családi tűzhely, az otthon és a család istennője
- Minerva –  Iuppiter

- Ceres – az anyai szeretet istennője
- Diana – a vadászat szűz istennője, a vadállatok úrnője
- Venus – a család védelmezője, a termékenység védnöke, Aphroditével azonosítása után a szerelem istennője
- Mars – a férfierő, közösségi oltalmazó, a háború és a harc istene
- Mercurius – a pásztorok, utazók, kereskedők, súly- és hosszmértékek, az ékesszólás, az irodalom, az atlétika és a tolvajok istene és védelmezője
- Iuppiter – Iuppiter Optimus Maximus a Legnagyobb és Legjóságosabb isten
- Neptunus – a lovak, lótartás, vizek és tengerek istene
- Vulcanus – a tűz és a kovácsok istene
- Apollo – a gyógyítás, a művészetek és a vadászat istene, Diana ikertestvére

Hexamaeter:
Iuno, Vesta, Minerva, Ceres, Diana, Venus, Mars
Mercurius, Jovi(s), Neptunus, Vulcanus, Apollo
/Ennius, 4. sz./
A legfőbb tizenkét isten tiszteletére a Forum Romanumon közös templomot (Porticus Deorum Consentium) szenteltek.

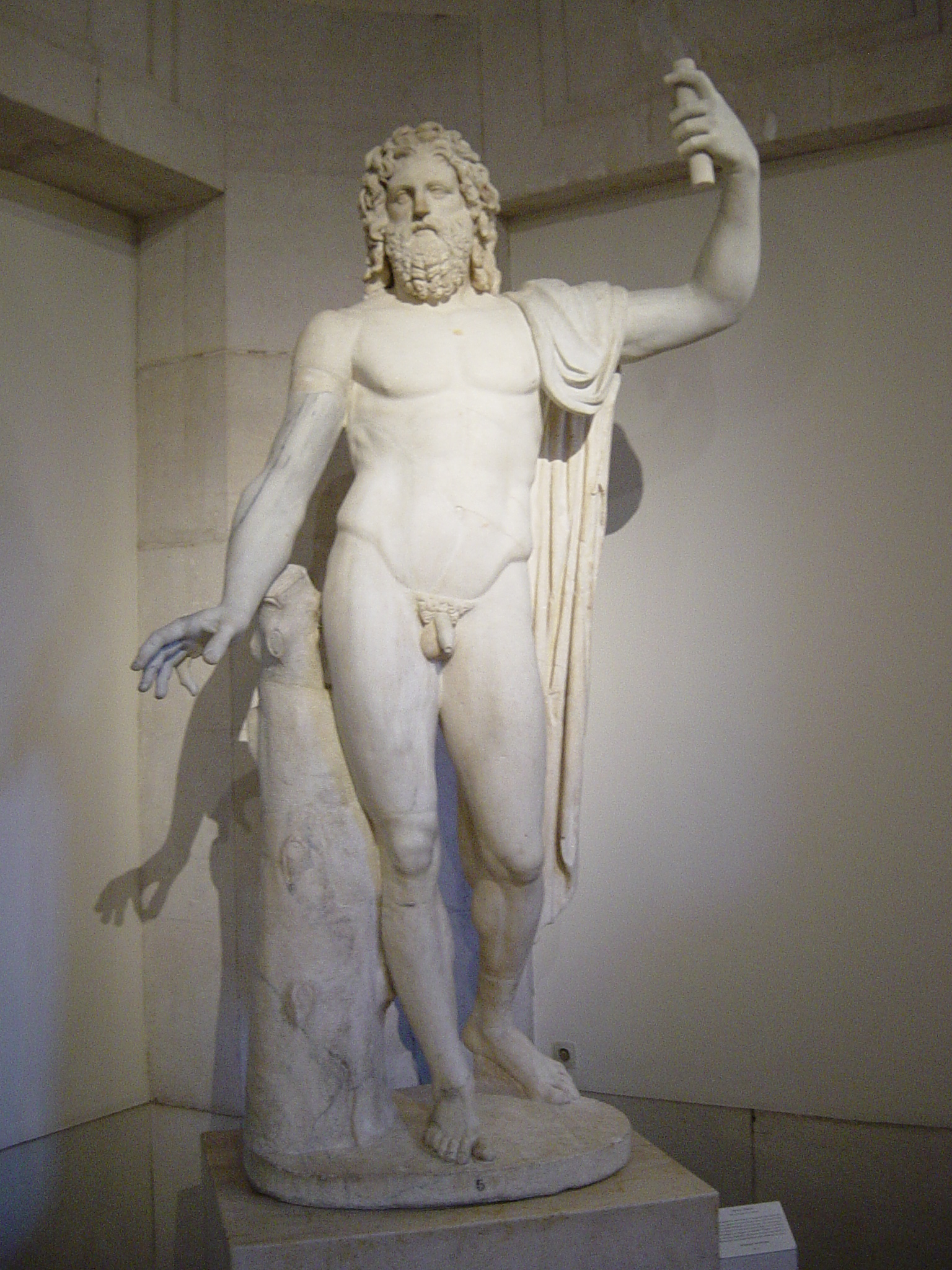
Iuppiter Prado, Madrid, Spanyolország
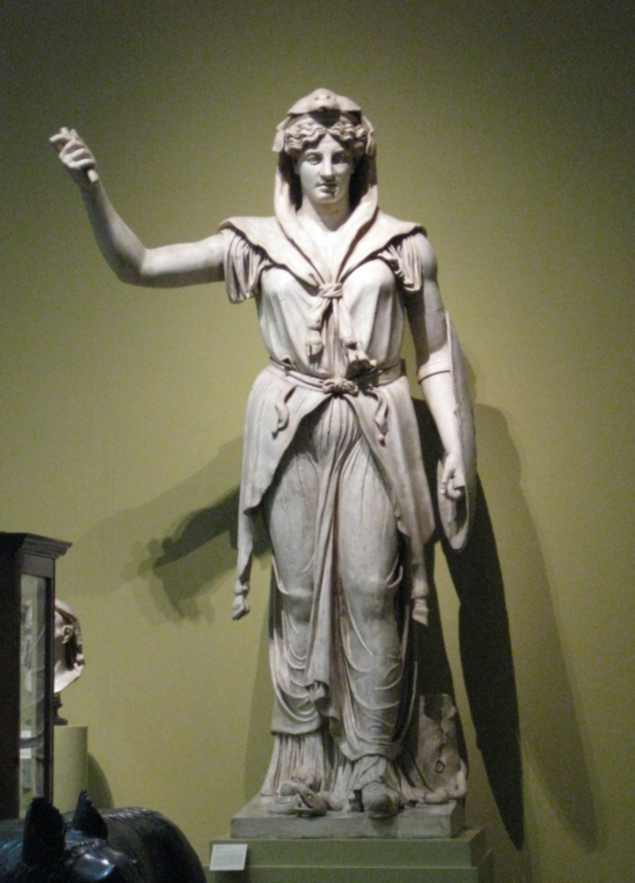
Iuno Regina Vatikáni Múzeum múzeum, Vatikán
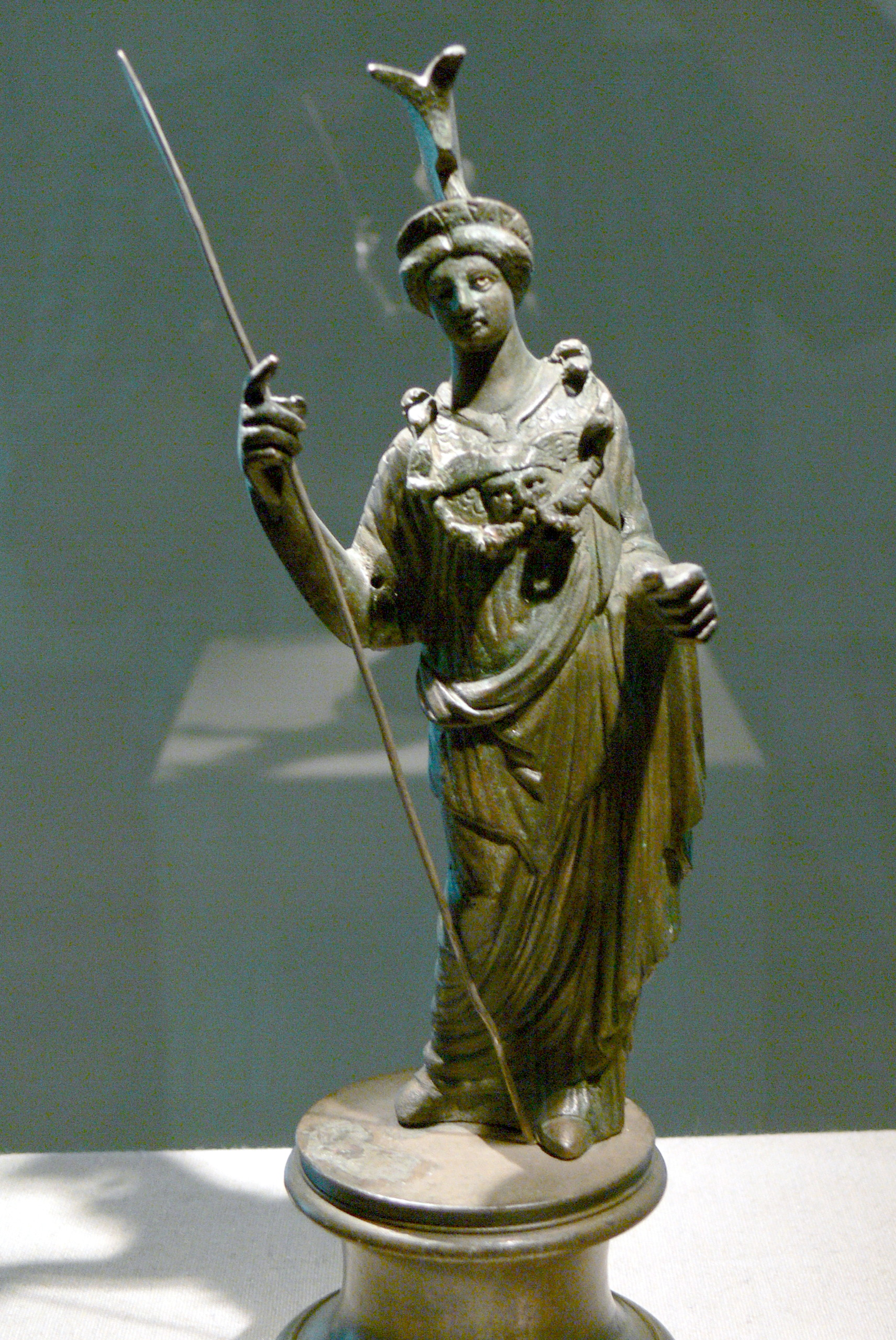
Minerva Római Múzeum, Weißenburg in Bayern, Németország
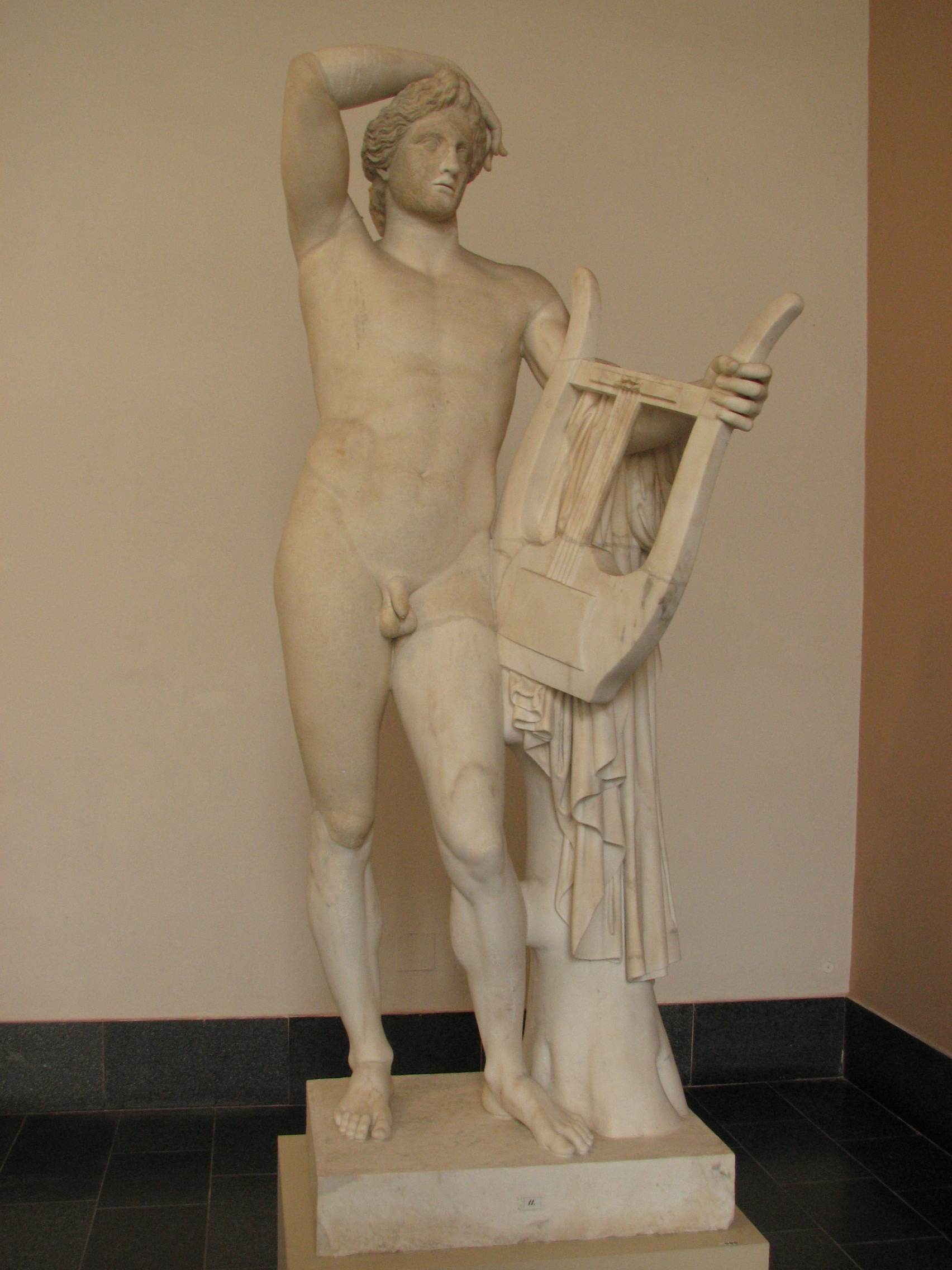
Apollo Pergamon múzeum, Berlin, Németország
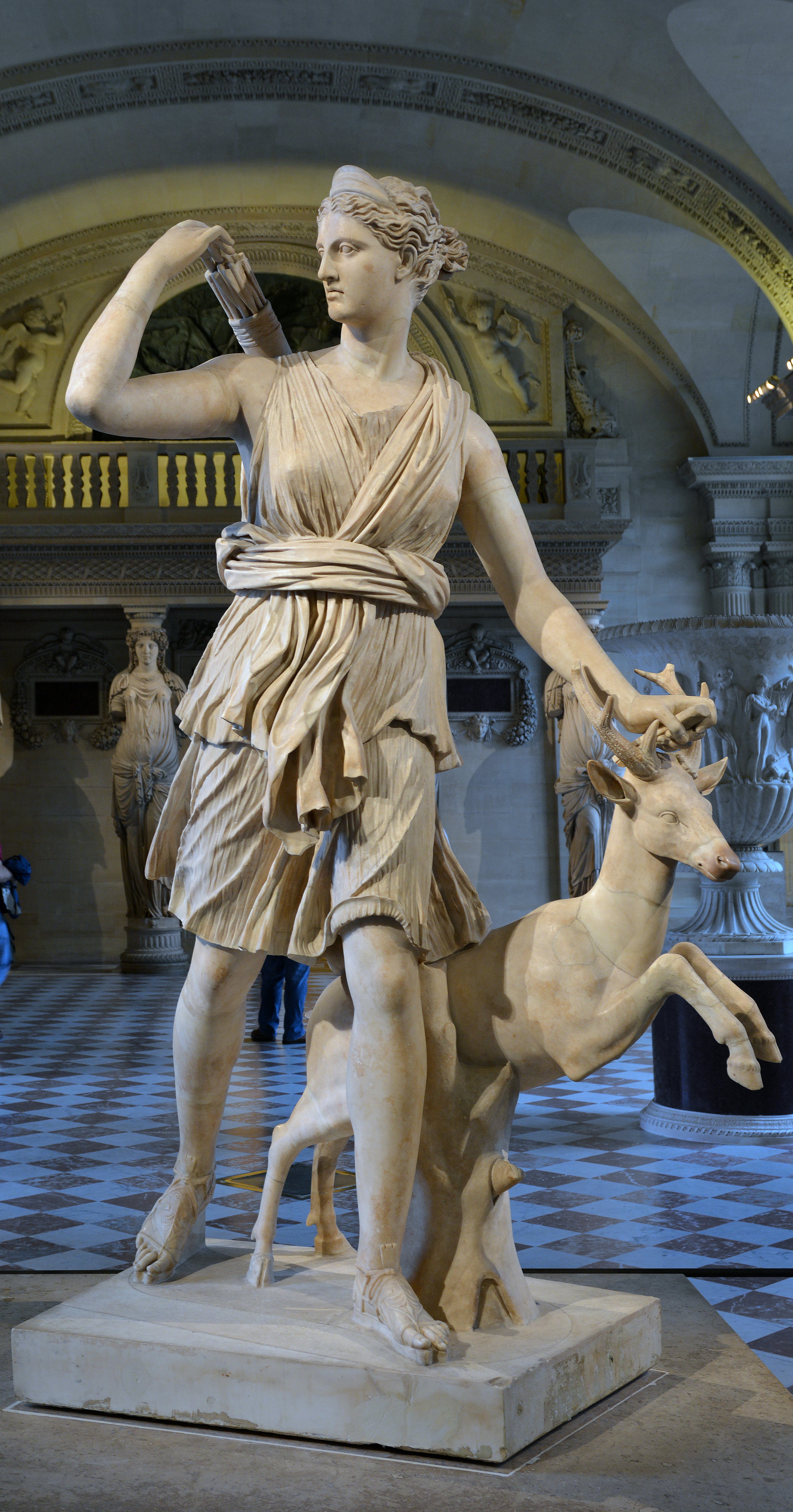
Diana
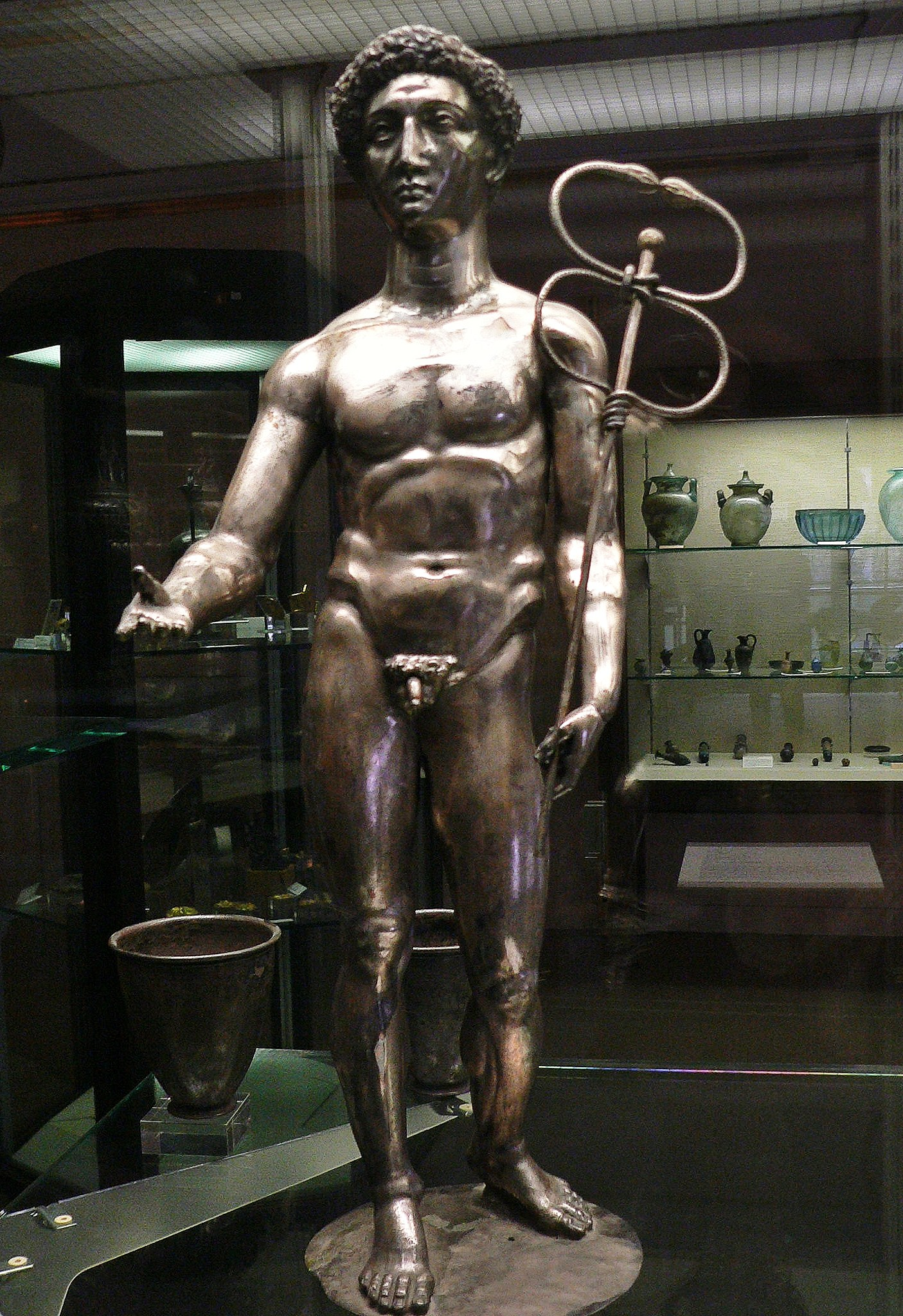
Mercurius Francia Nemzeti Könyvtár, Párizs, Franciaország
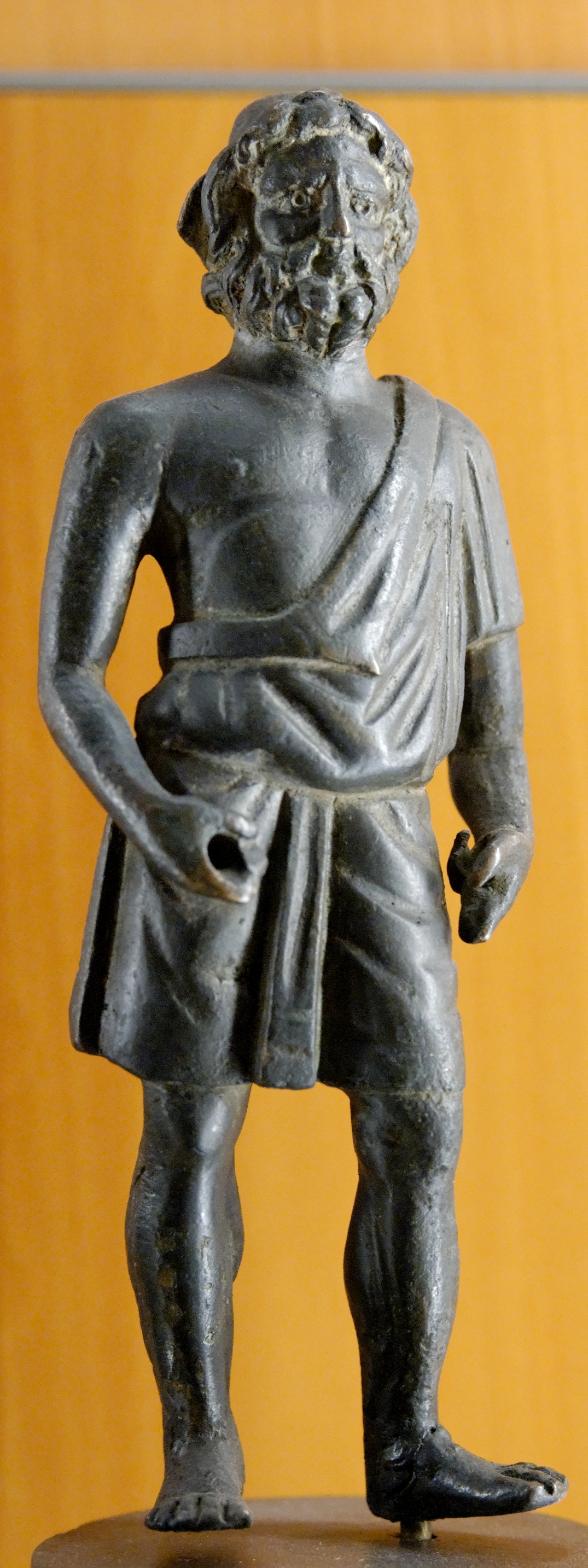
Vulcanus Szépművészeti múzeum, Lyon, Franciaország
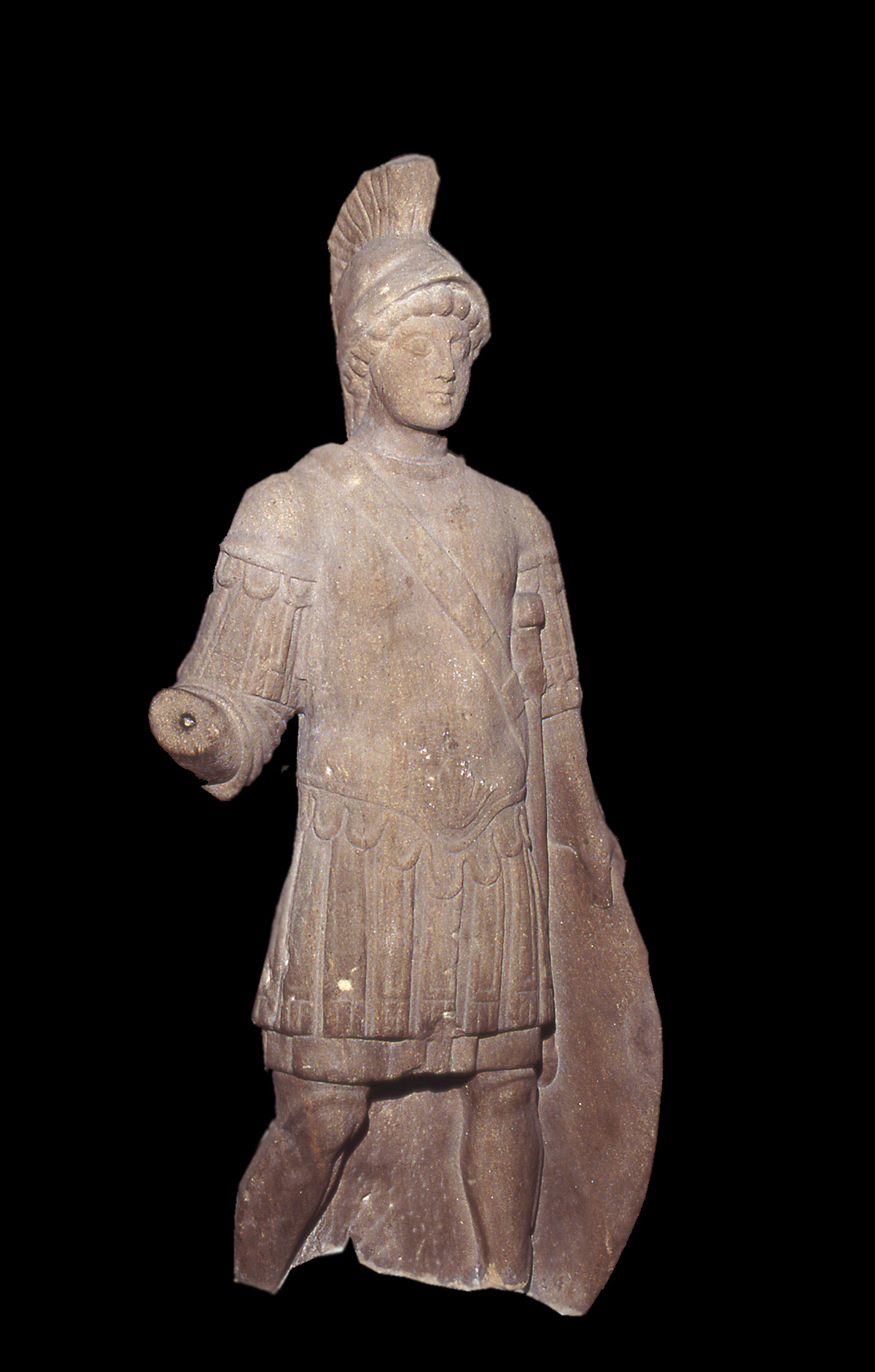
Mars Yorkshire Museum, York, Nagy-Britannia
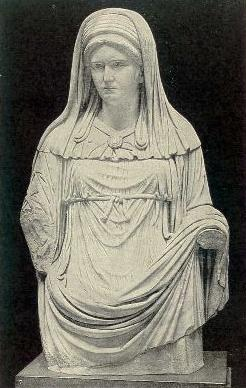
Vesta Róma
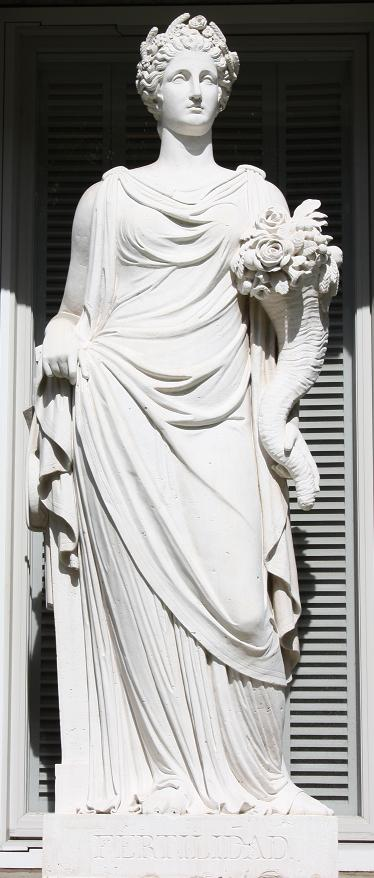
Ceres Prado, Madrid, Spanyolország
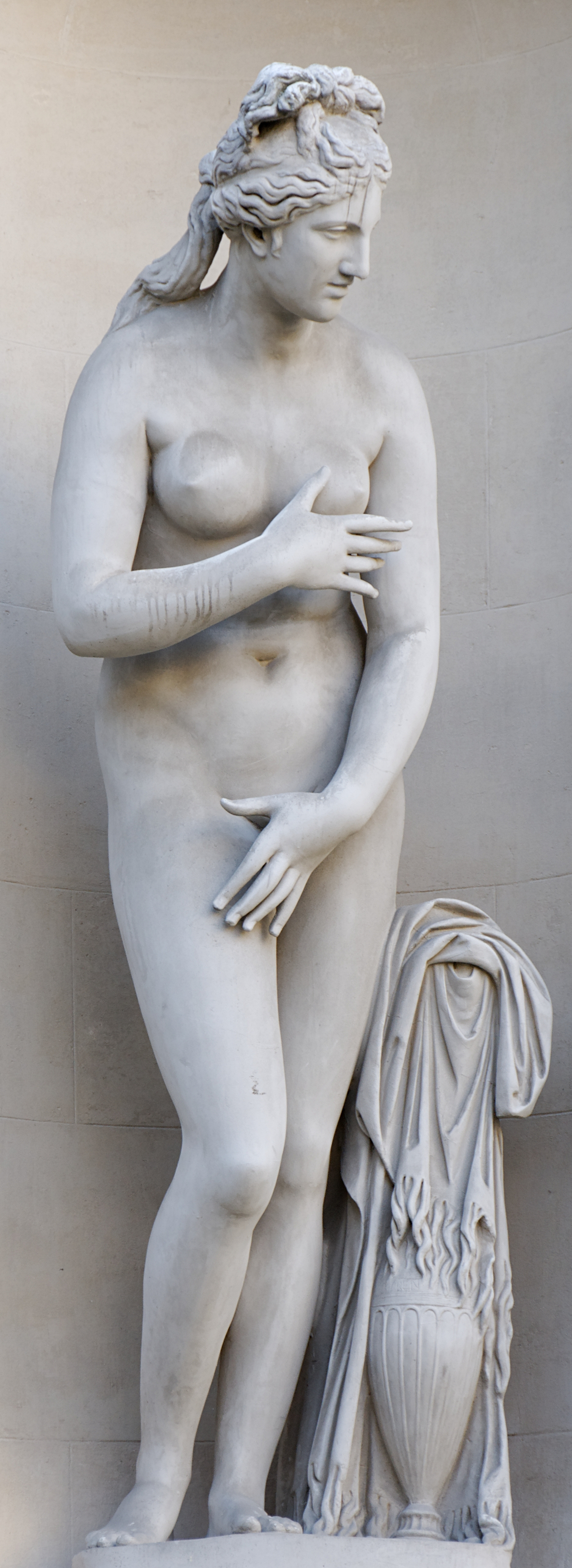
Venus Szépművészeti múzeum, Lyon, Franciaország
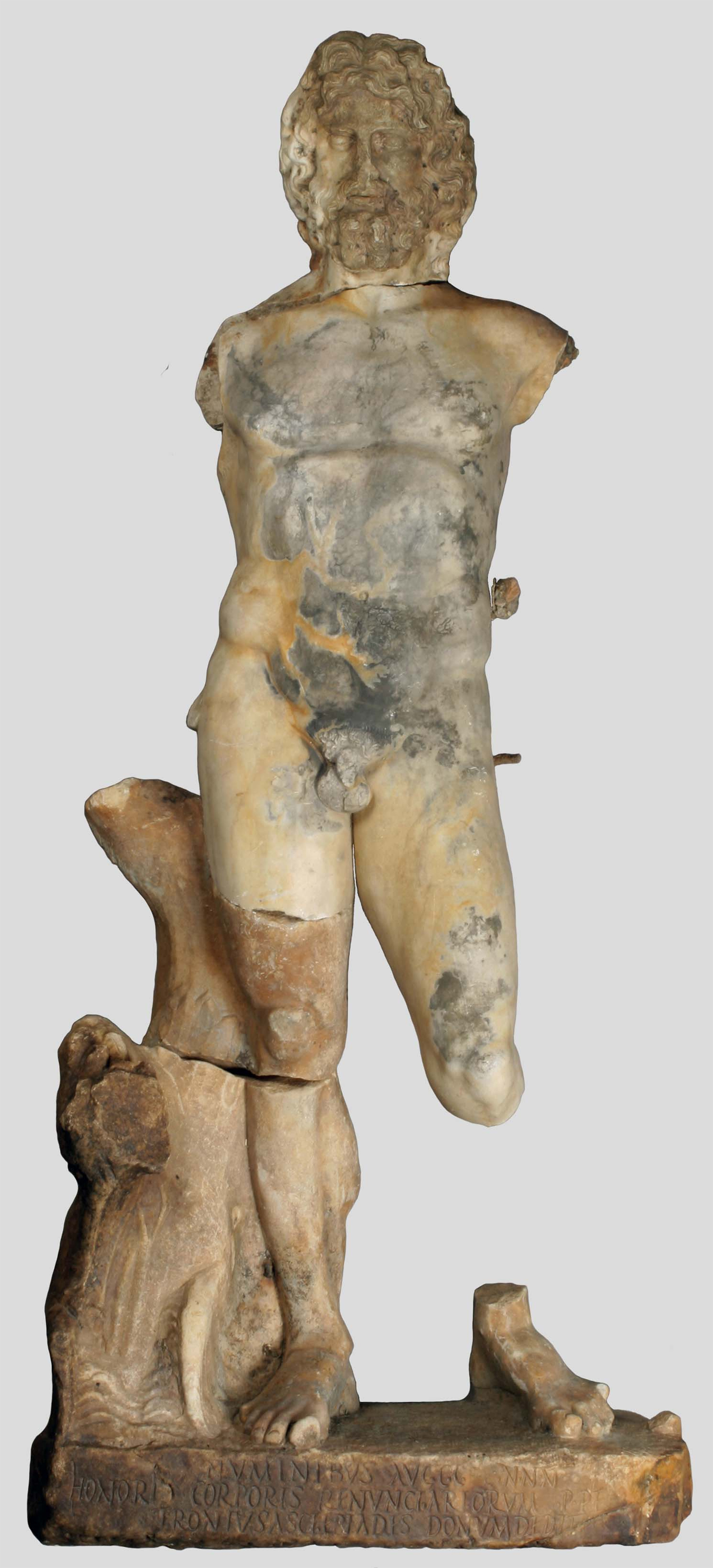
Neptunus Musée de l'Arles, Arles, Franciaország

## Római numenek és istenek
A numenek az ókori római vallás kezdetén emberfeletti, személytelen hatalmat jelöltek, akik később animisztikus vonásokat vettek fel és segítő vagy ártó szellemként kezdtek működni, majd pedig kiemelkedtek belőlük a személyes istenek.  
Zárójelben a görög azonosítások:
- Abeona – a kisgyermekek hazulról elvezetője
- Aer (Aithér) – világosság és levegőég
- Adeona – a kisgyermekek hazakísérője
- Aeolus (Aiolosz) – a szelek istene
- Aesculapius (Aszklépiosz) – a gyógyászat és az egészség istene
- Amor (Erósz) – más néven Cupido, a szerelem istene
- Angita – a gyógyítás és a boszorkányság istennője
- Apollo (Apollón) – a fény, a tavasz, a zene és költészet istene
- Aurora – a hajnal istennője
- Auster (Nótusz) – a viharos szél, ami esőt hoz
- Bacchus (Dionüszosz) – a bor és mámor istene
- Cerberus (Kerberosz) – az Alvilág kapujának őrzője
- Ceres (Démétér) – a termékenység, a földművelés és az aratás istennője
- Chaos (Khaosz) – az ősi sötét tátongó űr megtestesítő istensége
- Diana (Artemisz) – a vadászat istennője
- Dispater – Pluto egyik megnevezése
- Edusa – a kisgyermekek enni tanítója
- Erebus (Erebosz) – Chaos gyermeke
- Eryx (Erisz) – a viszály megtestesítője
- Falacer – ismeretlen szerepű
- Fauna (Bona Dea) – a mezei jószág istennője
- Faunus (Pán) – az erdők, mezők, pásztorok istene
- Flora (Khlórisz) – a tavasz és a virágok istennője, a kultúrnövények védelmezője
- Fortuna – a szerencse és a véletlen istennője
- genius – a numen-korszakban a férfiak személyes védőszellemei
- herctum, a kerítéseket védő szellemek
- Hercules (Héraklész) – a sport (atlétika) és utazás istene
- Hygieia (Hügieia) – az egészség, a tisztaság és a közegészségügy istennője.
- Ianus – a Nap istene, minden bemenet és kijárat, minden ajtó és kapu istene, a kezdet és a vég
- Iuno – a numen-korszak női személyes védnöke
- Iuno Regina (Héra) – a házasság és a család istennője, Jupiter felesége
- Iuppiter (Zeusz) – a legfőbb isten, a villám és mennydörgés istene
- Iuventas (Hébé) – az örök fiatalság istennője
- Jusztícia, vagy Justitia (latin: Iustitia – igazság, igazságszolgáltatás) az erkölcsi erő istennője
- larok (wd) (lares) – a telek és ház védőszellemei
- larvák (larvae) vagy lemurok (wd) (lemures) – a holtak rossz szellemei, kísértetek
- Liber (Dionüszosz) – a bor és szőlőművelés istene
- Luna (Szeléné) – a Hold istennője
- Magna Mater – Nagy Istenanya, a pergamoni meteorkő tisztelete, ami később összeolvadt Ceres kultuszával
- manesz (wd) (manes) vagy manók – a holtak jó szellemei
- Mars (Arész) – a háború istene (korábban a földművelésé)
- Mercurius (Hermész) – az istenek követe, az utazók és kereskedők istene
- Minerva (Pallasz Athéné) – a bölcsesség, kézművesség, tudomány és művészet istennője
- Morpheus (Morpheusz) – álmok istene
- Mors (Thanatosz) – az álom, elalvás és halál istene
- Necessitas (Ananké) – szükség
- Neptunus (Poszeidón) – a tenger és a lótenyésztés istene
- Nox (Nüx) – az éjszakai sötétség istennője
- numen – gyűjtőnév korai természetfeletti erőkről
- Ops – a termés istene
- Orcus – alvilági istenség
- Pales – a pásztorok és nyájak, az állattenyésztés istene
- Pax – a béke istennője
- Penates – a család, ház és éléstár istene
- Pluto (Hadész) – az alvilág istene, a halottak birodalmának uralkodója, a föld alatti kincsek istene
- Pomona – a gyümölcsfák és kertek istennője
- Potina – a kisgyermekek inni tanítója
- Proserpina (Perszephoné) – Ceres lánya
- Quirinus – a háború és tavasz istene (Marssal azonosítják)
- Saturnus (Kronosz) – a földművelés istene, Jupiter apja
- Silvanus (Pán) – az erdők és fák istene
- Tellus (Gaia) – más néven Terra, a Föld istennője
- Terminus – a határok istene
- Uranus (Uranosz) – isten-atya, az égbolt megtestesítője
- Venus (Aphrodité) – a szerelem és szépség istennője
- Vertumnus – a gyümölcs istene
- Vesta – a tűzhely és a család istennője
- Victoria (Niké) – a győzelem istennője
- Vulcanus (Héphaisztosz) – a tűz és kovácsmesterség istene

A főistenek mellett a római mitológiában az egyes helyeknek is van védőistene: ezeket lares-nek nevezték.

## Kultusz
Az istenek kultusza állatok, növények és különböző tárgyak feláldozásával járt együtt. Különös figyelmet kellett szentelni a részleteknek, mert minden hiba az istenek haragját vonhatta maga után. Fontos szerepe volt az előjeleknek és jóslatoknak, amelyek részben összefüggésben álltak az áldozatokkal. (Például az áldozati állatok egyes részeiből vélték kiolvasni egy-egy kívánság teljesülését). A madarak röptének megfigyelése is a jóslást szolgálta.